# إلين هوفمان واتس
إلين هوفمان واتس (بالإنجليزية: Elaine Hoffman-Watts)‏ هي طبالة أمريكية، ولدت في 25 مايو 1932، وتوفيت في 24 سبتمبر 2017.

## وصلات خارجية
- إلين هوفمان واتس على موقع ميوزك برينز (الإنجليزية)
- إلين هوفمان واتس على موقع ديسكوغز (الإنجليزية)